# 网络隐私
网络隱私（英文：Internet privacy），是指在互聯網上自行決定把與自身有關的信息，存儲、重新利用、提供給第三方、展示的隱私權利。網絡隱私是數據私隱的一個小範圍。大規模性電腦資訊共享發生的初期，就已有相關的隱私擔憂出現。
网络隱私的範圍涵蓋了個人可識別資訊及像網頁造訪行為般的個人不可識別資訊。個人可識別資訊是指任何可識別個人身份的資訊，譬如只要找出物理地址和年齡，便可以確定某個沒有明確公開自己名稱的人是誰，因為這兩個因素一般足以識別特定的人物。不久後的個人可識別資訊還有機會包括應用所收集到的GPS數據，因為每日通勤和例行活動資訊也足以識別特定人物。
一些像史蒂夫·蘭巴姆般的互聯網隱私專家相信，隱私再也不存在；他表示：「隱私已死，忘掉它吧」。事實上亦有意見指「线上服務的吸引力就是故意把個人資訊散播出去」。但安全專家布魯斯·施奈爾卻在一篇散文《隱私的價值》中指出：「隱私能保障我們免受濫權者的監控，即使我們在受到監控時沒做錯任何事」。

## 風險
- HTTP cookies
- FLASH cookies
- Evercookies

## 社交網路的隱私問題
WEB2.0問世後，對於社交生活進行緊密的分析也導致對於互聯網的疑慮更加發酵且受重視。Web 2.0是促進參與式信息共享和互聯網協作的系統，如Facebook，Instagram，Twitter和MySpace等社交網站。而這些社交網站從21世紀後期開始流行起來。通過這些網站，很多人都在互聯網上提供他們的個人資訊。
一直以來關於海量的個人資訊究竟是被誰收集以及使用等問題都在被廣泛的討論中。

## 法律威胁
政府机构使用了一系列旨在追踪和收集互联网用户信息的技术。这些技术的使用激发了热烈讨论——比起隐私倡导者、公民自由倡导者，一些用户信息搜集技术支持者认为采取此类措施是有利于执法部分跟上快速变化的通信技术的节奏。
具体事例：
- 2009年1月，在布鲁塞尔的欧盟部长理事会做出一项决定后，英国内政部(Home Office)通过了一项计划，允许警方在没有搜查令的情况下访问个人电脑。这个被称为“远程搜索”的过程允许一方在远程地点检查另一方的硬盘和互联网流量——包括电子邮件、浏览历史和访问过的网站。欧盟各国的警察现在可以要求英国警方代表他们进行远程搜查。如果一名高级官员认为此类措施能有效防止一场严重犯罪，搜查就可以被批准，收集到的材料也可移交，并用作证据。反对派议员和公民自由倡导者对这一扩大监控的举措及其可能对个人隐私造成的影响表示担忧。人权组织Liberty的负责人Shami Chakrabarti表示:“公众会希望通过新的立法和司法授权来控制这项措施——如果没有相应的保障措施，（这项远程搜索政策）会对任何个人隐私造成毁灭性的打击。”[9]
- FBI的“魔灯”软件项目在2001年11月公布时也引起了广泛争论。“魔灯”是一种特洛伊木马程序，它会记录用户的击键，使加密与密码对受感染的电脑无效。[10]

## 网络隐私侵犯事件案例
在2018年的时候，Facebook遭到了黑客的网络攻击，超过5000万个用户的个人信息被揭露出来。这起事件也是Facebook公司14年以来遭到的最大的网络攻击。黑客以Facebook的代码为媒介，接触其用户的账号并最终加以控制。 Facebook公司声称代码的瑕疵是由于一个公司的生日祝福视频上传程序的程序错误导致的。该瑕疵使黑客得以窃取用户的访问令牌从而获得进入用户账号的能力。 （页面存档备份，存于）

## 外部連結
- Electronic Frontier Foundation （页面存档备份，存于） - an organization devoted to privacy and intellectual freedom advocacy
- Expectation of privacy for company email not deemed objectively reasonable – Bourke v. Nissan （页面存档备份，存于）
- Internet Privacy: The Views of the FTC, the FCC, and NTIA: Joint Hearing before the Subcommittee on Commerce, Manufacturing, and Trade and the Subcommittee on Communications and Technology of the Committee on Energy and Commerce, House of Representatives, One Hundred Twelfth Congress, First Session, July 14, 2011
- （页面存档备份，存于）

Template:Privacy